# Cutie and the Boxer
Cutie and the Boxer è un documentario del 2013 diretto da Zachary Heinzerling candidato al premio Oscar al miglior documentario.